# Criminogenesi
La criminogenesi è una branca della criminologia che studia l'insieme delle tendenze di origine genetica o ambientale che possono indurre una persona o un gruppo di persone a compiere atti o comportamenti antisociali a seconda dell'intensità con cui si presentano queste tendenze in ogni individuo.
Secondo tale approccio, non tutti gli individui con tendenze violente, irritabili, aggressive o eccitabili compiono un delitto, ma solo coloro che non hanno la capacità di trattenere gli impulsi. In questa cornice di idee la personalità gioca un ruolo fondamentale.
In base ai risultati delle ultime ricerche nel campo della criminogenesi in relazione all'ambiente gli elementi di analisi comprendono: predisposizione (soma), carattere (psiche) e ambiente (physis).

## Storia
Il principio del “sillogismo fisionomico” fu concepito da Aristotele per paragonare gli esseri umani agli animali. L'applicazione di tale principio alle caratteristiche della personalità si ebbe nel XVI secolo quando, in seguito allo scisma religioso, si formarono due scuole di pensiero: de libero arbitrio, sostenuta dalla Chiesa cattolica, per la quale l'individuo gode di libertà di scelta, e de servo arbitrio, sostenuta dalla Chiesa riformata, per la quale l'individuo soffre di assoluta soggezione.
Due secoli più tardi, sulla scia delle teorie evoluzionistiche di Charles Darwin e di Haeckel, Lavater e Gall iniziarono gli studi sulla frenologia per cercare di comprendere la correlazione tra i tratti somatici e la criminalità. Anche la scuola italiana fu influenzata da tali teorie, primo fra tutti Cesare Lombroso secondo il quale il crimine è il risultato di un arresto dello sviluppo umano rimasto indietro in una condizione che lui stesso definisce atavica. Il Lombroso, in particolare, realizzò una serie di studi dal 1860 al 1862, durante la guerra di conquista piemontese del sud Italia, per approfondire le cause che inducevano le persone ad aggregarsi al banditismo, concludendo che «la ragione dell'inferiorità meridionale risiedeva in una costituzionale ed irreparabile inferiorità razziale». Della spedizione fu anche realizzato un reportage fotografico con la collaborazione di Emanuele Russi. Dopo di lui, gli stessi studi furono ripresi dai suoi allievi Pasquale Penta, Abele De Blasio e Mario Carrara.
Sul finire del XIX secolo gli studi genetici furono estesi anche sulle famiglie criminali.  Dugdale, nel 1877, riferisce di un certo Juke, alcolizzato, che viveva a New York, che si dice di aver avuto 709 discendenti, tra cui 292 prostitute, 77 mantenute e 142 senza fissa dimora. 
Secondo Jean Pinatel, queste indagini si basano sull'elaborazione di tabelle di origine, spesso chiamate “alberi genealogici”, che permettono di sapere cosa è successo nel corso del tempo ai discendenti di un individuo.
Alcuni studi nel campo della eredità hanno evidenziato l'esistenza di un cromosoma in più che fa sì che il comportamento contestato diventi criminale, il cd. cromosoma 47 (XXY o XYY).
Nel 1961, grazie a Glaser, si scoprì un cromosoma Y in un soggetto, inducendolo a comportamenti criminali legati alla presenza di tale gene.
Nel 1968, durante il processo di un caso di omicidio in Parigi, un gruppo di esperti ha sostenuto l'innocenza dell'imputato per infermità mentale, avendo il cromosoma XYY, tale da convincere la corte sulla riduzione della pena.
López Saiz y Codon, dal punto di vista psichiatrico, ha compiuto uno studio sull'ereditarietà ed ha ottenuto discreti risultati con l'inchiesta di caratteristiche psicopatologico nel caso di gemelli monozigoti, somministrando questionari statistici in ampi campioni di individui antisociali.
Una delle prime ricerche, invece, sulla correlazione tra salute mentale e criminalità, è stata fornita da Giovanni Marro che ha studiato i genitori di 500 detenuti, rispetto ai 500 non-detenuti. Ha trovato presenze di alcolismo nel 40% dei casi affetti da ritardo mentale, e più del 42% nei genitori e collaterali del reo, rispetto al 16% dei casi di alcolismo nei genitori dei non-detenuti e il 13% dei difetti i loro genitori e collaterali. Si giunse così a coniare il termine “figli del sabato” per indicare una categoria di soggetti devianti di cui almeno un genitore è affetto da alcolismo.
Sul valore di questi studi ha dichiarato che in effetti, dal punto di vista psichiatrico, l'alcolismo può essere correlato con fattori ereditari che arrivano fino ai discendenti della famiglia allargata. Tale richiesta è discussa da altri scienziati per i quali il valore genetico e la progenie di alcolisti non possono essere considerati isolatamente, senza tener conto di altri fattori ambientali e di elementi affettivi.

## L'analisi sui gemelli
Questi studi si riferiscono a ricerche sul comportamento di gemelli monozigoti e dizigoti monovulari e biovulari. Le prime ricerche in questo campo sono state proposte dalla Simens e Verschuer, e poi continuata da altri scienziati, tra cui Curtins, Lens, Lange. Attraverso di loro è stato possibile determinare ciò che è stato il comportamento di due gemelli i cui genitori erano criminali, sul presupposto che i gemelli monozigoti hanno identici titoli ereditari e sono dello stesso sesso, così è anche possibile prevedere il loro comportamento. Nei gemelli dizigoti per non avere gli stessi geni non ci dovrebbero essere più di due fratelli.
Come afferma López Saiz y Codon, la somiglianza fisica e morale dei fratelli monoovulari è straordinaria, cioè è tale che possono anche avere le impronte digitali identiche, il carattere individuale che è spesso utilizzato dalle agenzie di polizia per l'identificazione personale.
La somiglianza è anche psicologica, hanno gli stessi gusti, inclinazioni, sentimenti, intelligenza, secondo Slater. Ma Perez dice che l'eredità psichica ha la stessa intensità dell'eredità somatica in questi gemelli.

## Il biotipo
Dal punto di vista biologico il biotipo è rappresentato da gruppi di individui di discendenza comune che condividono le stesse caratteristiche ereditarie.
Ernst Kretschmer (1888-1964), psichiatra tedesco, dopo aver studiato e misurato un grande numero di individui, ha sviluppato una classificazione degli autori di reati tenendo conto della loro struttura morfologica e legate al temperamento, basati sulla costruzione di tipi di base: il “leptosomatico o schizotimico”, “atletico o epilettoide”, “picnico o ciclotimico”, aggiungendo una quarta categoria rappresentata da gruppi misti e sproporzionati, chiamandoli “displastici”.

### Leptosomatico o schizotimico
L'aspetto del soggetto è la debolezza, le forme sottili e piatte, il viso lungo, il naso sottile e appuntito, pochi peli.
In relazione alla sua psiche esiste una diversità caratteriale che può variare in astratto di mentalità e di emozionalità. Sono speculativi, inclini all'arte, difficile da adattare, introversi, timidi e seri, dotati di grande energia e tenacia.
Questo tipo è associato con il temperamento schizotimico caratterizzato da oscillazioni tra ipersensibilità e frigidità.
Il crimine di questo tipo è caratterizzato dalla sua frequenza, la precocità, la tendenza estrema e progressiva per la recidiva. Non commettono atti di violenza, ma di furto, falsificazione, abuso di fiducia e sono ossessivi. Non hanno nessuna consapevolezza di assumere rischi, sono incuranti di se stessi e delle loro vittime.

### Atletico o epilettoide
Sono caratterizzati da un ben formato scheletro, così come i muscoli, le linee allungate, i riflessi sempre pronti, anche con muscoli non sviluppati, spesso hanno la barba, il corpo peloso e la pelle ruvida.
Per quanto riguarda i tratti psicologici, mettono in evidenza la loro mentalità ruvida, il temperamento variabile, che procede dal sentimentalismo alla brutalità. Sono impulsivi, hanno atteggiamenti perversi, ostinati, movimenti intenzionali, sentimenti tenaci e persistenti e comportamenti ambigui, poco sensibili e spirituali.
La loro personalità è associata con il temperamento di natura epilettoide. In termini di reato, sono selvaggi, brutali, rozzi, colpevoli di incitamento e recidivi.

### Picnico o ciclotimico
I soggetti sono molto robusti, corti, hanno linee arrotondate, pancia ingombrante e grassa, arti corti, un viso rotondo, spesso calvo, peloso e sottosviluppato a livello muscolare.
Per quanto riguarda il carattere, si distinguono dagli altri ciclotimici in quanto hanno un buon intelletto, sorridenti e di carattere gioviale, temperamento oscillante tra il pensiero emozionato e felice a quello triste o disperato, sintonico con l'ambiente, ritardato o accelerato in relazione allo stato d'animo e può essere pessimista o ottimista, è pratico nelle sue attività, ma non coerente.
Questo tipo rappresenta una percentuale più bassa tra i criminali e la criminalistica, preferiscono i reati di astuzia come la truffa e la frode. Giungono anche all'assassinio sebbene corrano maggiormente il rischio di cadere in malinconia o depressione
.

### Displasico o displasia
Dal punto di vista morfologico, le carenze displastiche possono verificarsi in caratteri sessuali secondari e in generale nella struttura somatica atipica e che può anche includere deformità. Tra loro ci sono deboli di mente e schizofrenici.
Per quanto riguarda il valore della tipologia, Kretschmer ha detto che attraverso di essa è stata in grado di mettere in relazione la psiche con il corpo, su base sperimentale e scientifica. Da qui l'interesse in psichiatria per la forma del corpo dei parenti del soggetto studiato per capire il suo vero temperamento. López Saiz y Codon osserva che la presenza di schizofrenia in una schizotimico, con corpo leptosomatico accentuato, sarà di una prognosi peggiore e più difficile da cambiare con il trattamento per la stessa malattia rispetto ad altri pazienti con le caratteristiche morfologiche picniche e di temperamento ciclotimico. Nel primo caso tutto va per lo stesso indirizzo morboso: corpo, temperamento e salute, nel secondo caso il corpo e le proprietà di temperamento sono un po' in contrasto con la malattia rendendo più difficile il trattamento per ottenere la miglioramento o la guarigione.

## L'indice somatico di Sheldon
Gli studi di William H. Sheldon, professore all'Università di Harvard erano basati sulle osservazioni di quattromila studenti, suddivisi in 3 tipi di base, in cui la visione tridimensionale di ciascuno è associata con lo sviluppo di una componente primaria di sviluppo embrionale, chiamandoli: “endomorfo o viscerotonico”, “mesomorfo  o somatotonico” ed “ectomorfo o cerebrotonico” corrispondenti ai tre tipi fondamentali di Kretschmer.
Sheldon, a differenza di Kretshmer, ha creato un indice somatico, al fine di individuare ogni displastico. Secondo Bize, ogni soggetto può essere identificato da un indice dei primi tre numeri che rappresentano il valore assegnato al tipo enomorfo, il secondo ha un valore assegnato al tipo mesomorfo e il terzo ha il valore assegnato al tipo ectomorfo. Allo stesso tempo ha sviluppato una scala di valori da 1 a 7:
- Il valore di NO: 1 è l'antitesi del tratto.
- Il valore di NO: 2 corrisponde alla funzione delineata.
- Il valore di NO: 3 corrisponde alla funzione al di sotto della media.
- Il valore di NO: 4 corrisponde a meno della metà di un tratto.
- Il valore di NO: 5 corrisponde alla funzione forte.
- Il valore di NO: 6 corrisponde alla caratteristica molto marcata.
- Il valore di NO: 7 corrisponde alla funzione caratteristica.

L'endomorfo corrisponde all'indice 711 per avere la funzione caratteristica tipo e l'antitesi di mesomorfo ed endomorfo, il mesomorfo corrisponde all'indice 171 per presentare l'antitesi dell'endomorfo, la caratteristica del mesomorfo è l'antitesi dell'ectomorfo. L'ectomorfo corrisponde al 117 per avere l'antitesi dell'endomorfo e del mesomorfo e la caratteristica dell'ectomorfo.
In entrambi gli studi di Kretschmer e di Sheldon, nel maggior numero dei casi, emergeva un tipo atletico (mesomorfo).

## Endocrinologia criminale
La scuola biotipologica di Padova fondata nel 1880 e rappresentata da Achille De Giovanni, Giacinto Viola e Nicola Pende, ha ipotizzato che la disfunzione della ghiandola endocrina fosse strettamente connessa al comportamento criminale.
In precedenza Cesare Lombroso aveva fatto riferimento ad una ipoattività della ghiandola pituitaria e si basa la sua tesi sul cretinismo. Kretschmer ha anche dato un alto valore sulle ghiandole endocrine nello sviluppo del loro tipo per la loro influenza sulla crescita e la forma del corpo. Tulio Di Benigno ha detto che il comportamento criminale è dovuto ad una disfunzione delle ghiandole endocrine, diventando il caposcuola della “Endocrinologia criminale”.
Jiménez de Asúa, Ruiz Funes e Quintiliano Saldaña hanno affrontato il rapporto delle ghiandole endocrine con la criminalità, assumendo un ruolo importante nell'eziologia criminale.
Gregorio Marañon ha detto che una delle più diffuse teorie nella interpretazione endocrino è stata senza dubbio legata al suo significato in caratterologia, psicologia, attività sociale e quindi le  azioni virtuose o penali degli uomini, derivano da una ghiandola a secrezione interna, così come i loro ormoni.
Dopo un periodo di sistematizzazione della Endocrinologia penale, una nuova fase inizia nel 1937 con Etienne De Greeff, che ha espresso riserve sulle teorie di Pende, considerandole deboli e insufficienti, dicendo che, tuttavia, il suo merito sta nel aver dato un posto di primo piano all'Endocrinologia in relazione all'aspetto morfologico.

## Fattori mesologici
Oltre ai fattori biologici, finora considerati, vi sono anche dei fattori legati al contesto di vita del soggetto deviante, considerando sia l'ambiente naturale (clima, geologia, atmosfera), sia le condizioni igieniche (alimentazione, abitazione, lavoro) e quelle sociali (politica, cultura, economia).

### Teoria meteorica della delinquenza
Secondo alcuni c'è una relazione diretta e proporzionale tra le condizioni climatiche e le cause della criminalità. In particolare i delitti contro la persona si verificano con maggiore frequenza nei mesi estivi, quelli contro il patrimonio, invece, ricorrono nei mesi invernali. Secondo i critici, sebbene alcuni delitti raggiungano la massima frequenza in estate o nei paesi caldi, non sempre aumentano o diminuiscono con le variazioni della temperatura, a meno che gli individui non siano costituzionalmente predisposti ovvero «presentino una particolare labilità del sistema neurovegetativo».

### Teoria della scelta razionale
La teoria della scelta razionale ha origine da consolidate e sperimentate ipotesi che riguardano i risultati empirici di molte indagini scientifiche sul funzionamento della natura umana. L'ideazione e la parvenza di questi modelli sociali, che sono applicabili alla metodologia espressa attraverso la funzione microeconomica all'interno della società, sono inoltre in grado di dimostrare che, una quantità considerevole di dati raccolti con tecniche comportamentali, sono ottimizzate e rese regolabili in modo da garantire compatibilità con le unità motivazionali assunte dall'agente.

### Teoria sulla routine
La premessa di base della teoria sulla routine è che la maggior parte dei reati sono costituiti da piccoli crimini, es. il furto, e non sono denunciati alla polizia. La criminalità non è spettacolare né drammatica ma è banale ed occupa tutto il nostro tempo.
Un'altra premessa è che la criminalità è relativamente condizionata da cause sociali come la povertà, la disuguaglianza economica e sociale, la disoccupazione. Per es., dopo la seconda guerra mondiale, l'economia dei paesi occidentali era in piena espansione così come il welfare state. Durante quel periodo, la criminalità è aumentata in quantità significativa e, secondo Lawrence Cohen e Marcus Felson, ciò si spiega con la prosperità della società contemporanea che offre opportunità maggiori di compiere atti criminali.
La teoria sulla routine è dibattuta tra i criminologi che insistono nelle cause sociali della criminalità, sebbene riesca a spiegare l'origine di molti reati in particolare la violazione di copyright, i reati da colletto bianco e quelli da colletto blu.

## Prospettive sulla criminogenesi
In criminologia il problema della dinamica dei singoli episodi devianti è certamente complesso. Poiché ogni azione criminale è sempre l'espressione tra spinta e resistenza al delitto, bisognerà vedere in qual modo tale rapporto si svolge e per quale ragione le spinte intime hanno il sopravvento su quelle esogene. Sarà necessario, quindi, valutare i precedenti del reato e tutti gli elementi che possono contribuire al suo sviluppo. A tal fine giocherà un ruolo di primo piano la criminodinamica a cui spetta il compito di ricostruire la genesi ed il processo di sviluppo dei singoli reati attraverso la ricerca sui rapporti tra personalità ed ambiente sociale.